# Birr (Zwitserland)
Birr is een gemeente en plaats in het Zwitserse kanton Aargau en maakt deel uit van het district Brugg.
Birr telt 4.285 inwoners.